# АТХ код A16
АТХ код A16 (англ. ATC code A16)  «Прочие препараты для лечения заболеваний ЖКТ и нарушения обмена веществ» — раздел система буквенно-цифровых кодов Анатомо-терапевтическо-химической классификации, разработанных Всемирной организацией здравоохранения для классификации лекарств и других медицинских продуктов. Подгруппа А16 является частью группы препаратов A «Препараты, влияющие на пищеварительный тракт и обмен веществ».
Коды для применения в ветеринарии (ATCvet коды) могут быть созданы путём добавления буквы Q в передней части человеческого Код ATC: QA16.
Из-за различных национальных особенностей в классификацию АТС могут включаться дополнительные коды, которые отсутствуют в этом списке, который составлен Всемирной организацией здравоохранения.

## A16A Прочие препараты для лечения заболеваний ЖКТ и нарушения обмена веществ

### A16AA Аминокислоты и их производные
- A16AA01 Левокарнитин
- A16AA02 Адеметионин
- A16AA03 Левоглутамид
- A16AA04 Меркаптамин
- A16AA05 Карглутамовая кислота
- A16AA06 Бетаин
- QA16AA51 Левокарнитин в комбинациях с другими препаратами

### A16AB Ферментные препараты
- A16AB01 Алглусераза
- A16AB02 Имиглуцераза
- A16AB03 Агалсидаза альфа
- A16AB04 Агалсидаза бета
- A16AB05 Ларонидаза
- A16AB06 Sacrosidase[англ.]
- A16AB07 Alglucosidase alfa[англ.]
- A16AB08 Galsulfase[англ.]
- A16AB09 Идурсульфаза
- A16AB10 Velaglucerase alfa[англ.]
- A16AB11 Taliglucerase alfa[англ.]

### A16AX Различные прочие препараты для лечения заболеваний ЖКТ и обмена веществ
- A16AX01 Тиоктовая кислота
- A16AX02 Анетола тритион
- A16AX03 Натрия фенилфибрат
- A16AX04 Нитизинон
- A16AX05 Цинка ацетат
- A16AX06 Миглустат
- A16AX07 Sapropterin[англ.]
- A16AX08 Тедуглутид

## QA16Q Прочие препараты для лечения заболеваний ЖКТ и нарушения обмена веществ применяемые в ветеринарии
- QA16QA01 Пропиленгликоль
- QA16QA02 Натрия пропионат
- QA16QA03 Глицерин
- QA16QA04 Лактат аммония
- QA16QA05 Кланобутин
- QA16QA52 Натрия пропионат в комбинациях с другими препаратами